# Port lotniczy Lalmonirhat
Port lotniczy Lalmonirhat (IATA: LLJ, ICAO: VGLM) – port lotniczy położony w miejscowości Lalmonirhat, w Bangladeszu.